# Guapira reticulata
Guapira reticulata är en underblomsväxtart som beskrevs av Brother Alain. Guapira reticulata ingår i släktet Guapira och familjen underblomsväxter. Inga underarter finns listade i Catalogue of Life.